# Bromuro de sodio
El bromuro de sódio o bromuro sódico es una sal inorgánica con fórmula NaBr. Tiene un alto punto de fusión y su estructura cristalina es cúbica, similar a la del cloruro sódico. Es usualmente empleada como fuente de bromo en síntesis órgánica.

## Síntesis y estructura
El NaBr es preparado mediante la reacción del hidróxido de sodio con el ácido bromhídrico según:
NaOH + HBr → H2O + NaBr
Esta reacción es altamente exotérmica por lo que hay que llevarla a cabo con los mecanismos de precaución correspondientes.
Cristaliza en el sistéma cúbico al igual que otros sales haloideas tales como el NaCl, NaF o NaI.

## Aplicaciones
El NaBr es el compuesto inorgánico de bromo más usado en la industria. Puede emplearse en la obtención de bromo gas mediante la oxidación del bromo con cloro gas:
2 NaBr + Cl2 → Br2 + 2NaCl
el NaBr también puede ser usado a escala de laboratorio para la preparación de intermediarios de bromuros de alcanos, más reactivos que los cloruros de alquilo correspondientes. Este proceso se lleva a cabo mediante la denominada reacción de Finkelstein: 
NaBr + R-Cl → R-Br + NaCl 
donde R representa un grupo alquilo. Los bromuros de alquilo (R-Br) presentan mejor rendimiento en la reacción frente a nucleófilos en reacciones de sustitución nucleofílica como las reacciones SN2.

### Aplicaciones biomédicas
El bromuro tiene propiedades antipilépticas por lo que las sales como el NaBr o KBr han sido empleadas durante el siglo XIX y principios del XX para tratar estos síntomas de distintos tipos de epilepsia como la catamenial, asociada a la menstruación, siendo hoy el fenobarbital la opción primera.

### Desinfectante
Distintas sales de bromo, son empleadas en formulaciones de tabletas de desinfectantes para piscinas.

### Laboratorio
Además de las aplicaciones mencionadas arriba, como fuente de Br2 o para la preparación de bromo alcanos, el NaBr puede usarse para preparar ácido bromhídrico, HBr mediante la adición de un ácido fuerte al NaBr:
2NaBr + H3PO4 → 2HBr (g) + NaH2PO4